# Barragoon
BARRAGOON ist ein abstraktes und strategisches Brettspiel für zwei Personen aus dem Jahr 2014 von Frank Warneke und Robert Witter. Das Spiel erschien beim Verlag WiWa Spiele und wurde 2016 mit dem Spielepreis des Hochbegabtenvereins Mensa in Deutschland e.V. (MinD) ausgezeichnet.

## Thema und Ausstattung
Bei dem Spiel handelt es sich um ein abstraktes Strategiespiel, das auf einem schachbrettähnlichen Spielplan gespielt wird. Die beiden Spieler spielen jeweils mit einem Satz weißer oder brauner Spielsteine, sowie mit sechsseitigen Würfeln, die als Barragoon bezeichnet werden, auf deren Seiten sich verschiedene Pfeilsymbole befinden.
Das Spielmaterial besteht neben der Spieleanleitung aus:
- einem einseitig bedruckten Spielplan mit einem Raster von 7 mal 9 Feldern,
- je 7 Spielsteinen in zwei Farben, weiß und braun,
- 32 schwarzen Barragoon.

## Spielweise
Zu Beginn des Spiels wählen beide Spieler eine Farbe und verteilen ihre Spielsteine entsprechend der Startaufstellung auf dem Spielfeld. In der Spielplanmitte werden acht Barragoon auf den dafür vorgesehenen Feldern mit der Kreuzseite nach oben platziert, die restlichen 24 Barragoon werden neben dem Spielplan bereitgelegt. Der Spieler mit dem weißen Spielsteinsatz wird Startspieler, danach ziehen die Spieler abwechselnd je einen Spielstein.
Jeder Spieler besitzt je zwei Steine mit einem Zweier- und Vierer-Symbol und drei Steine mit einem Dreier-Symbol. Die Steine dürfen so viele Felder in waagerechter oder senkrechter Linie ziehen, wie das Symbol angibt, zudem dürfen sie in ihrem Zug je einmal um 90° abknicken. Darüber hinaus haben sie die Möglichkeit, einen verkürzten Zug mit einem Feld weniger als auf dem Stein angegeben durchzuführen. Eine Figur darf nicht über eine eigene oder gegnerische Figur gezogen werden, ein Barragoon darf nur entsprechend der auf dessen Oberseite angegebenen Laufrichtung übersprungen werden:
| Symbol                    | Regel                                                                                           |
| ------------------------- | ----------------------------------------------------------------------------------------------- |
| Kein Weg (Kreuz)          | Der Barragoon darf nicht übersprungen werden.                                                   |
| Ein Weg (einfacher Pfeil) | Der Barragoon darf nur in Pfeilrichtung übersprungen werden.                                    |
| Zwei Wege (Doppelpfeil)   | Der Barragoon darf geradeaus in beide Richtungen des Pfeils übersprungen werden.                |
| Rechtskurve               | Der Barragoon darf in der angegebenen Richtung des Pfeils rechts abbiegend übersprungen werden. |
| Linkskurve                | Der Barragoon darf in der angegebenen Richtung des Pfeils links abbiegend übersprungen werden.  |
| Alle Kurven               | Der Barragoon darf aus allen Richtungen rechts und links abbiegend übersprungen werden.         |

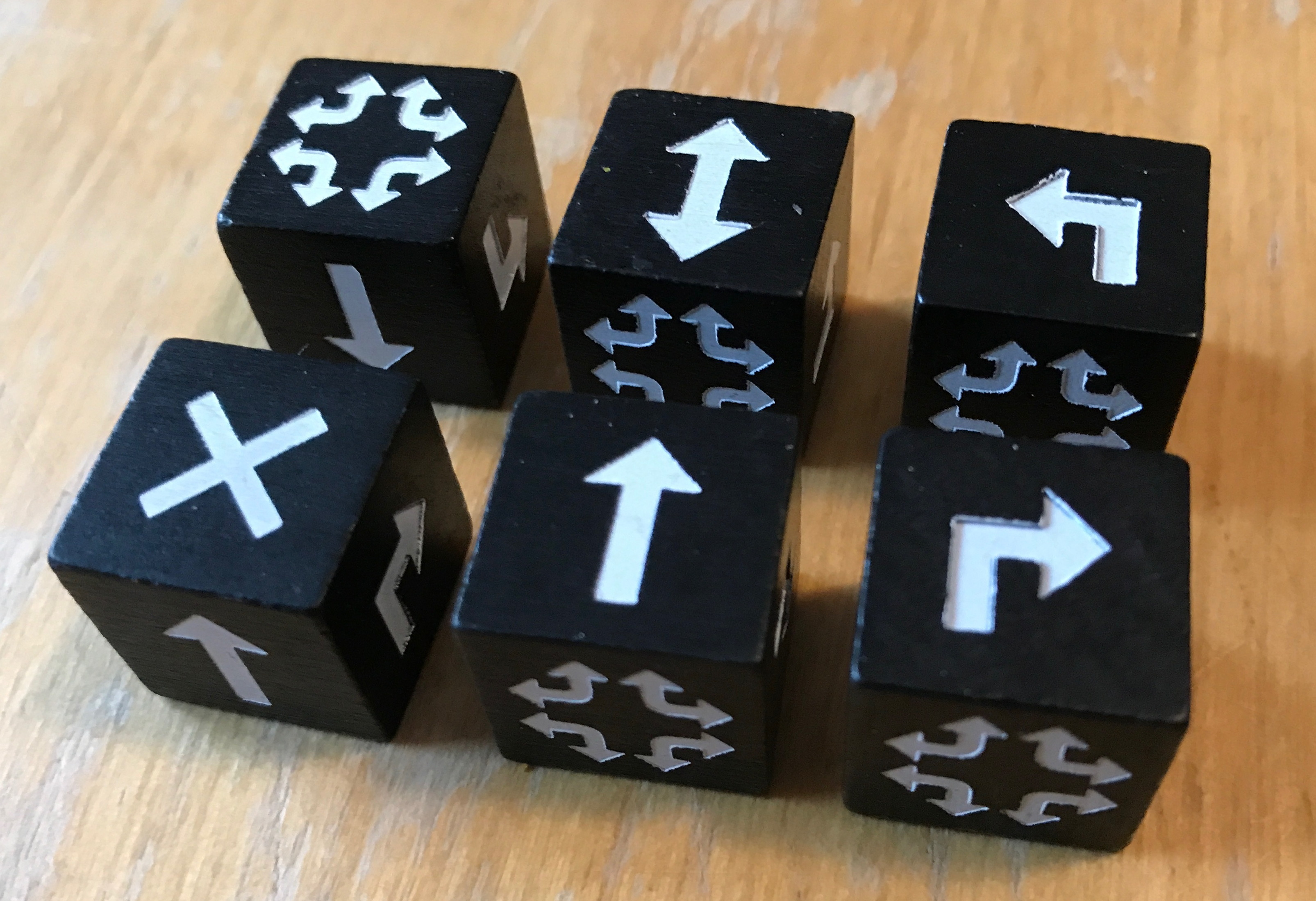
Die Würfel (Barragoon) zeigen sechs verschiedene Symbole

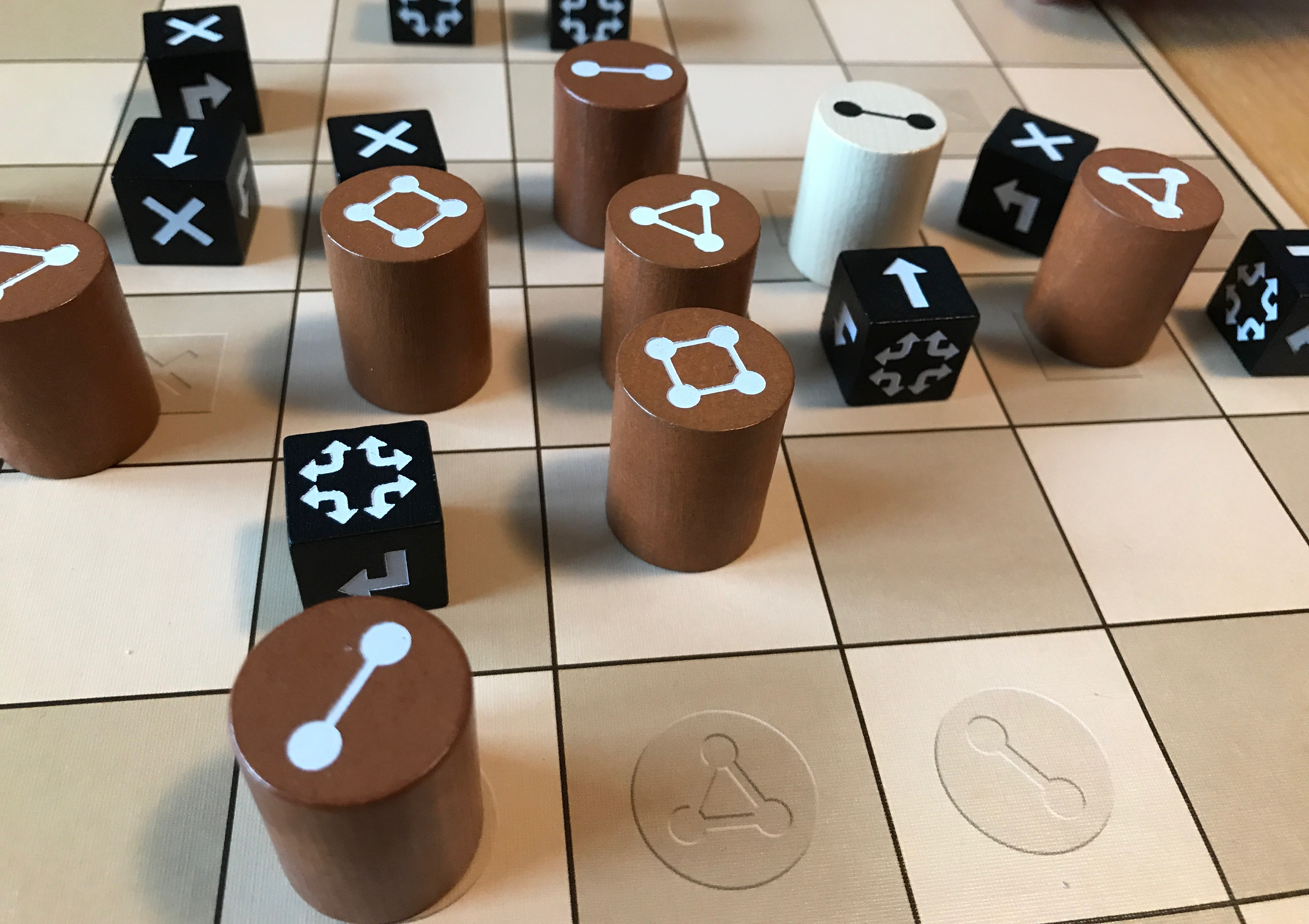
Spielsituation bei BARRAGOON

Bei einem vollen Zug kann ein Spieler einen gegnerischen Spielstein oder einen Barragoon schlagen, wenn sein Stein auf diesem landet; bei einem verkürzten Zug darf dagegen nicht geschlagen werden. Dabei dürfen alle Spielsteine alle gegnerischen Spielsteine und Barragoon schlagen, als einzige Ausnahme darf der Zweier-Spielstein keinen Barragoon mit dem Symbol "Alle Kurven" schlagen. Wird ein Barragoon geschlagen, wird dieser vom schlagenden Spieler vom Spielfeld genommen und danach von diesem auf einem beliebigen Feld in beliebiger Ausrichtung wieder abgelegt. Wird eine gegnerische Spielfigur geschlagen, wird diese vom Feld genommen und beide Spieler bekommen jeweils einen Barragoon, die sie – beginnend mit dem Spieler, dessen Figur geschlagen wurde – auf einem beliebigen Feld in beliebiger Ausrichtung abgelegt. Grundsätzlich gilt, dass eine einmal berührte Spielfigur auch gezogen werden muss, wenn dies möglich ist.
Das Spiel endet, wenn ein Spieler keine Figuren mehr auf dem Feld hat oder die noch auf dem Feld befindlichen Figuren nicht mehr bewegen kann. In diesem Fall hat der betreffende Spieler verloren. Können sich Steine beider Spieler noch bewegen, sind jedoch nicht in der Lage, im weiteren Verlauf noch gegnerische Spielsteine oder Barragoon zu schlagen, endet das Spiel unentschieden. Ebenfalls unentschieden ist ein Spiel, wenn die Spieler sich nach je drei identischen Zügen darauf einigen.

### Varianten
Die Spieleanleitung enthält neben der Standardbeschreibung Anweisungen für verschiedene Varianten und Express-Regeln des Spiels. Als Möglichkeiten, das Spiel zu beschleunigen, werden folgende Optionen als Phasen angegeben:
1. der Spieler verliert, der vor Ausführung seines Zuges nur noch einen einzigen Spielstein hat, mit dem er einen Zug ausführen kann.
2. der Spieler verliert, der vor Ausführung seines Zuges nur noch zwei Spielsteine hat, mit denen er einen Zug ausführen kann.

Diese Optionen können auch als Spielstärkeausgleich genutzt werden, wenn ein schwächerer Spieler mit den klassischen Regeln und ein erfahrenerer Spieler mit den Express-Regeln spielt.
Bei der offenen Startvariante werden in der Startaufstellung die acht Barragoon mit der "Alle Kurven"-Seite nach oben platziert, statt mit der "Kein Weg"-Seite.

## Entwicklung und Rezeption
Das Spiel BARRAGOON wurde von Frank Warneke und Robert Witter entwickelt und erschien 2014 zu den Internationalen Spieltagen 2014 in Essen beim Verlag WiWa Spiele mit multilingualer Spieleanleitung auf Deutsch, Englisch, Französisch, Italienisch, Russisch und Spanisch. Es wurde 2016 mit dem Spielepreis des Hochbegabtenvereins Mensa in Deutschland e.V. (MinD) ausgezeichnet.

## Belege
1. 1 2 3 4 5 6 7 8 9  Spieleanleitung Barragoon (Memento des Originals vom 5. September 2017 im Internet Archive)  Info: Der Archivlink wurde automatisch eingesetzt und noch nicht geprüft. Bitte prüfe Original- und Archivlink gemäß Anleitung und entferne dann diesen Hinweis.
2. ↑  Versionen von Barragoon in der Spieledatenbank BoardGameGeek (englisch); abgerufen am 4. September 2017.
3. ↑  MinD-Spielepreis 2016 auf spielepreis.mensa.de; abgerufen am 4. September 2017.